# Union populaire française
Pour les articles homonymes, voir Union populaire et UPF.
L'Union populaire française est un groupe parlementaire de gauche constitué en 1939 par des dissidents du Parti communiste français opposés au pacte germano-soviétique. Il est notamment animé par Marcel Capron et René Nicod.

## Historique
Plusieurs députés, en rupture avec le Parti communiste à la suite du pacte germano-soviétique approuvé par celui-ci, se rassemblent et créent le 8 décembre 1939 un nouveau groupe parlementaire, nommé Union populaire française. 
Le président en est le député de l'Ain René Nicod ; le secrétaire est un des maires très actif dans le département de la Seine, Marcel Capron. S'y rallient dès sa création, le 8 décembre 1939 : Marcel Brout, Jules Fourrier, députés de Paris, Paul Loubradou, Gustave Saussot, députés de la Dordogne. Le rejoignent jusqu'au 16 février 1940 : Fernand Valat, député du Gard, Gilbert Declercq, Sulpice Dewez, Lucien Raux, députés du Nord, Eugène Jardon, député de l'Allier, Émile Fouchard, député de Seine-et-Marne, Armand Pillot, député de Paris. Tous étaient membres du Parti de longue date.
En février 1940, associés avec Léon Piginnier, Marcel Gitton, députés de la Seine, et plusieurs conseillers généraux de ce département, Vital Gayman, Charles Delval, Maurice Naile, Charles Rigaud, Albert Vassart, ils signent une lettre publique expliquant « Pourquoi nous avons démissionné du PC ».
Le 10 juillet 1940, lors du vote des pleins pouvoirs constituants à Philippe Pétain, l'attitude des députés de ce groupe, rejoint par le sénateur de la Seine Jean-Marie Clamamus, n'est pas unanime. 
- 8 votent les pleins pouvoirs : Marcel Capron, Jean-Marie Clamamus, Gilbert Declercq, Sulpice Dewez, Jules Fourrier, Armand Pillot, Lucien Raux, Fernand Valat.
- 3 votent contre[8] : Émile Fouchard, Eugène Jardon, René Nicod.
- 1 ne prend part au vote, étant passager du Massilia retenu au Maroc : Marcel Brout.
- 2 ne prennent pas part au vote : Paul Loubradou, Gustave Saussot.

## Destins contrastés
Tous ces députés sont ensuite affublés de l'étiquette, se voulant infamante, de « renégats », par le PCF. Mais si plusieurs participent à la collaboration au sein du Parti ouvrier et paysan français (POPF), dont Marcel Capron, d'autres entrent dans la Résistance, tels Jules Fourrier, René Nicod, Émile Fouchard, Gustave Saussot.